# 411vm 7
411vm 7 je sedma številka 411 video revije in je izšla julija 1994.
Članek Wheels of fortune s Bam Margero je bil ponovno objavljen na dodatnem DVDju v DVD različici 61. številke, The Bam issue.

## Vsebina številke in glasbena podlaga
Glasbena podlaga je navedena v oklepajih.
- Chaos (Sinéad O'Connor - I want your (hands on me))
- Profiles Jamie Thomas (Blondie - Call me)
- Wheels of fortune Bam Margera, Chad Fernandez, George Nagai, Mark Channer (R.P.M. - Food of my de-rhythm, DJ Takemura - Harmonium)
- Industry 60/40
- Fine tuning Fred Gall, Matt Reason
- Skate camp Woodward (Stiff little fingers - Roots, radicals, rockers, reggae)
- In depth Lance Dawes (Time and space - Time and space theme)
- Spot check Santa Rosa skatepark, GP skatepark (Kurios - Spell it with J, Galliano - Better all the time)
- World report Švedska, Južna Afrika, Avstralija, Združeno kraljestvo (Coolio - Sticky fingers)
- Switchstance (Moist - Push)
- Private property Screaming squeegees (Wizards of ooze - The bone)
- Transitions (Sinister dane - Ugly thing)

Glasba v zaslugah je House of pain - Where I'm from.